# Hanson (Massachusetts)
Hanson é uma vila localizada no condado de Plymouth no estado estadounidense de Massachusetts. No Censo de 2010 tinha uma população de 10.209 habitantes e uma densidade populacional de 250,27 pessoas por km².

## Geografia
Hanson encontra-se localizado nas coordenadas 42° 03′ 01″ N, 70° 52′ 02″ O. Segundo o Departamento do Censo dos Estados Unidos, Hanson tem uma superfície total de 40.79 km², da qual 38.99 km² correspondem a terra firme e (4.42%) 1.8 km² é água.

## Demografia
Segundo o censo de 2010, tinha 10.209 pessoas residindo em Hanson. A densidade populacional era de 250,27 hab./km². Dos 10.209 habitantes, Hanson estava composto pelo 96.48% brancos, o 1.02% eram afroamericanos, o 0.03% eram amerindios, o 0.47% eram asiáticos, o 0.01% eram insulares do Pacífico, o 0.62% eram de outras raças e o 1.37% pertenciam a duas ou mais raças. Do total da população o 0.93% eram hispanos ou latinos de qualquer raça.